# 阿赫特 (俄羅斯)
阿赫特（羅馬化：Akhty；列茲金語：Ахцегь）是俄羅斯達吉斯坦共和國阿赫特區之村落及该区行政中心，位於阿赫特河與薩穆爾河交汇处，距共和国首府馬哈奇卡拉254（158英里）。2010年人口13,405人。阿赫特建立於公元前一千年左右，在公元一世紀它的名城為「圖里」（Turi）並屬高加索阿爾巴尼亞的一部分。在公元第一世紀時，編織、陶器及金屬加工在此地發展。在公元五世紀高加索阿爾巴尼亞的崩潰後，Lakzi封建國家出現，阿赫特地區也漸漸形成。

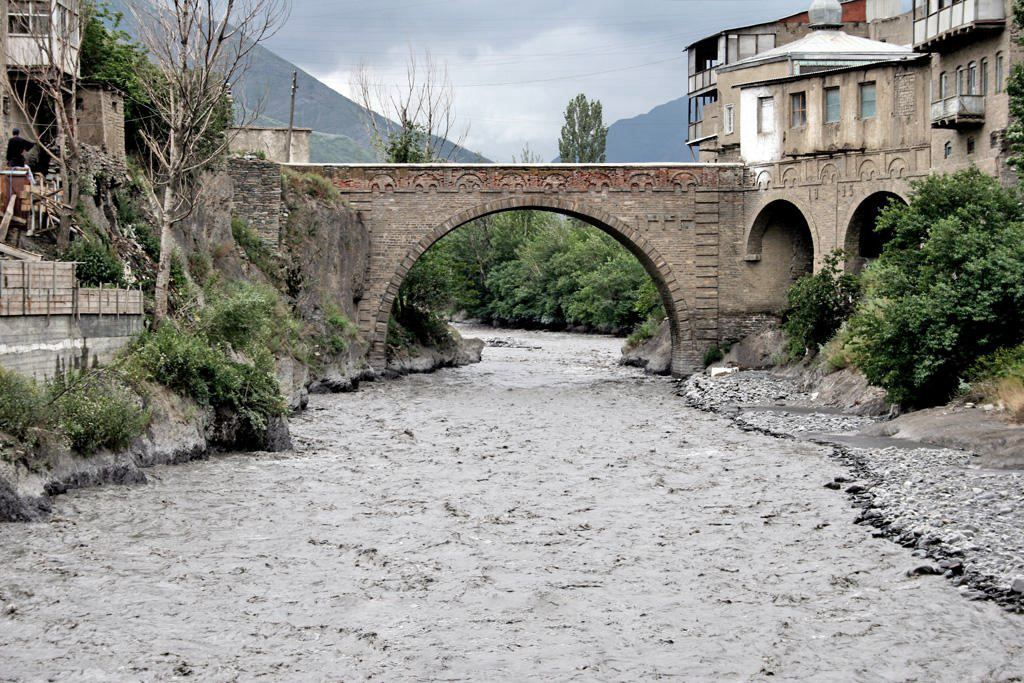
石拱橋及阿赫特河

1817年至1864年的高加索戰爭之間，阿赫特於1839年被俄羅斯軍隊佔領，同年阿赫特堡壘在這個位置建立。1848年，阿赫特堡壘發揮了重要作用，抵禦了伊瑪目沙塔爾的部隊。

## 特點
沙爾維利「Sharvili」紀念碑, 被視為是列茲金人民之英雄。北高加索群山環繞這小鎮。

### 溫泉
阿赫特溫泉位於阿赫特西南部，阿赫特河左岸之峽谷內。水療中心包含三種不同類型的礦泉水：硫化氫、氡、溴和碘。源溫度變化範圍為38-40°C至65-68℃，受季節溫度波動的影響。